# 2010년 아시안 게임 쿠웨이트 출신 선수
쿠웨이트는 2010년 11월 12일부터 그해 11월 27일까지 중화인민공화국 광저우에서 열리는 2010년 아시안 게임에 참가하였다.

## 메달 현황
| 종목   | 1 | 2 | 3 | 합계 |
| 사격   | 3 | 3 | 0 | 6    |
| 가라데 | 1 | 1 | 1 | 3    |
| 볼링   | 0 | 2 | 0 | 2    |
| 합계   | 4 | 6 | 1 | 11   |

## 메달 리스트
- 은메달 : 알르기바 모하메드(볼링)

## 특이 사항
- 쿠웨이트 올림픽 위원회가 쿠웨이트 정부의 간섭으로 인해 국제 올림픽 위원회(IOC)로부터 자격 정지 처분을 받았기 때문에 쿠웨이트 선수들은 ‘쿠웨이트 출신 선수'(Athletes from Kuwait)라는 이름으로 참가하였다.